# توماس غلين ووكر
توماس غلين ووكر (بالإنجليزية: Thomas Glynn Walker)‏ هو قاضي ومحامي أمريكي، ولد في 7 ديسمبر 1899، وتوفي في 4 نوفمبر 1993.